# Aanda
Aanda es un apellido español de origen vasco.

## Historia
Apellido en Bilbao, Vizcaya, derivado del apellido Aranda, producido por transcripción defectuosa. Pasó a América.

## Escudo
Cada escudo representa a una rama familiar del apellido, cuyos datos de origen suelen constar en la descripción del mismo, por lo que solo los herederos de esa rama familiar pueden disfrutar de dicho blasón.
| Adelante siempre van los que más valen | El escudo Aanda está blasonado así: En campo de azur, una torre de plata, surmontada de un chevrón de oro, recortado. Bilbao, Vizcaya. |